# ベン・ネビス山
ベン・ネビス山（ベン・ネビスさん、英: Ben Nevis、スコットランド・ゲール語: Beinn Nibheis, 発音 [peˈɲivəʃ]）は、イギリスの山。ハイランド地方ロッホアバー地区に連なるグランピアン山地の西端に位置し、フォート・ウィリアム市街に近い。イギリス諸島の最高峰である。
スコットランドの山々でも知名度は高く、地元住民や登山家には「ザ・ベン」として知られている。登山者は年間10万人にのぼるが、その4分の3はふもとのグレン・ネビスから山の南斜面を進む「ポニー・トラック」から登る。他方、国内最大級の高さ700mを誇る北壁は多くのクライマーや登山家をひきつけており、幅広い難易度のスクランブリング（ザイルを使わず頂上を目指すスポーツ）ないしロッククライミングルートが用意されている。アイスクライミングにおいてもイギリスで重要な位置を占める。
標高1344mの山頂には、1883年から1904年まで稼動した測候所の廃墟が残る。当時記録された気象データは、現在でもスコットランドの山岳気候を知るための重要なデータである。チャールズ・ウィルソンはこの測候所での勤務経験からインスピレーションを得て「霧箱」を発明し、ノーベル物理学賞を受賞した。

## 名の由来
「ベン・ネビス」はスコットランド・ゲール語名のペニヴァシュ (Beinn Nibheis) の英語表記である。ペン (Beinn) は「山」で、ニヴァシュ (Nibheis) には多様な解釈がなされるが一般的に「悪意ある」または「有毒な」と訳される。また、ペニヴァシュはペニャヴァハシュ (beinn nèamh-bhathais) から転訛したとの説もある。ニャヴァ (nèamh) は「天国」または「雲」、ヴァハシュ (bhathais) は「男の頭頂部」で、「頂に雲がかかった山」とか「天国の山」の意味になる。

## 地理
この山は北東のカーン・モル・ディアーグ山と尾根伝いに山塊（マッシフ）を形成している。アオナック・ビーグ山とアオナック・モル山もネビス山塊にあり、これら4座はスコットランドに9座ある1200m峰の一部である。これ以外の5座、すなわちベン・マックドゥーイ山、ブレーリアック山、ケーン・トゥール山、スゴール・アン・ロチャイン・ワイネ山、それにケーン・ゴーム山はケーンゴーム山地に位置する。
山の西側と南側からは長さ2km、標高差1200mにわたってネビス渓谷まで坂が続いており、これはイギリスで最長かつ最も険しい坂である。そのため、渓谷から見上げる山容はかなりどっしりしている。北からは標高差600mもの圏谷がコイア・レイスに向かって伸びており、標高680m地点にはチャールズ・イングリス・クラーク記念小屋（CIC小屋）が建っている。これはスコットランド山岳会の所有で、北壁登山のベースとなっている。
標高1344mの主峰に加え、マンロー・テーブルズ（1891年に第4代リンデリッツ准男爵ヒュー・マンロー卿が作成した、標高3000フィート（914.4m）を越すスコットランドの山々の一覧表。「テーブルズ」は表の意味）には2つの峰が記されており、2つともカーン・ディアーグ（赤い丘）と呼ばれる。このうち主峰から北西に位置する標高1221mの峰は、フォート・ウィリアム方面から見るとよく主峰と間違われる。もう一方は主峰の南西に位置する標高1020mの峰で、ネビス渓谷から突き出たようにそびえている。渓谷からミール・アン・ツイードの丘のへりを通って西斜面を登るのがポピュラーな登山ルートである。

### 地質
山は主に今から4億年前のデボン紀の火成岩で構成されている。変成岩の片岩に貫入したものと考えられ、これにより同心円状の環状山脈が形成された。これら火成岩のうち、最も地中深くで形成されたものが内花崗岩（インナー・グラニット）で、ミール・アン・ツイード湖より標高の高い山の南斜面とカーン・モル・ディアーグ山と主峰との尾根は内花崗岩である。これに対し、ミール・アン・ツイード丘は赤みがかった外花崗岩（アウター・グラニット）である。山頂と北壁は安山岩と玄武岩質溶岩から成る。氷河の浸食作用で削られ、現在の山並みが形成された。

### 気候

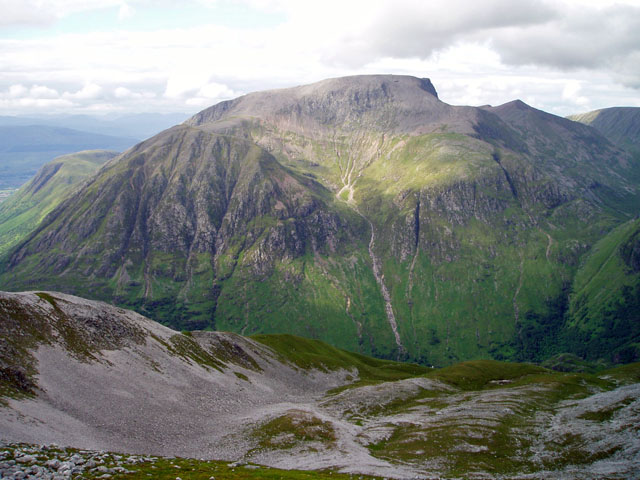
スガー・アマイム山から山の南側を眺める

標高と海に臨むその地勢から山は冷涼かつ曇りがちで、登山にはそれなりの装備を要する。1883年から1904年にかけ稼動した山頂測候所の気象データによると、5月と6月には55%、11月から1月には80%近い日に霧が立ち込めた。年間平均気温は-0.5℃で、冬の平均気温は-5℃前後。年間261回もの強風が吹き、年間降水量は4350mmであった（フォート・ウィリアムは2050mm、インヴァネスは840mm、ロンドンは580mm）。冬には春や夏のおよそ2倍の雨が降る。北側のガリーを中心にほぼ一年中雪を見ることができ、なくならないうちに新雪が降る年もある。

## 歴史

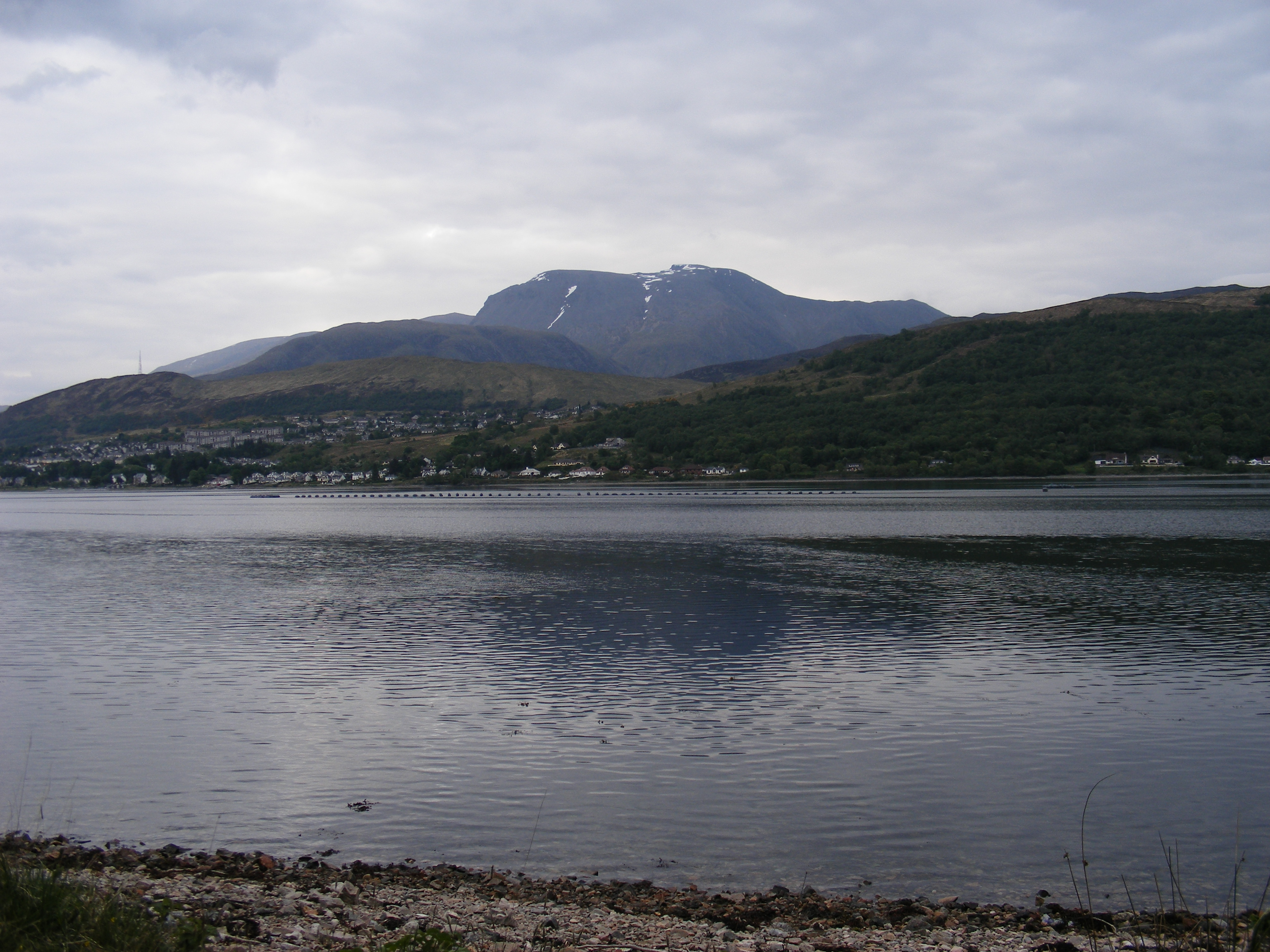
リネ湖。対岸にはベン・ネビス山とフォート・ウィリアム市街が見える

1771年8月17日にエディンバラの植物学者ジェームズ・ロバートソンが標本採集のため登ったのが山の初登頂記録である。1774年に登頂したジョン・ウィリアムズは初めて山の地質構造について書き記した。1818年にはジョン・キーツが登頂に成功し、ベン・ネビス登山を「階段を使わずにセントポール大聖堂を10回よじ登るようなものだ」と例えた。ベン・マックドゥーイ山とグレートブリテン島およびアイルランド島最高峰の座を争っていたが、1847年にイギリス陸軍測量局（オードナンス・サーベイ）がベン・ネビス山を最高峰と認定した。
1883年の夏には山頂測候所が稼動し、21年間にわたり観測を続けた。建設資材の運搬にはポニーが使われ、最大勾配18度の山道を往復した。登山道と測候所の開設によって登山人気は高まり、1894年のウェスト・ハイランド鉄道フォート・ウィリアム延伸もそれを後押しした。これに乗じて山頂までラック式鉄道を敷設する案なども出されたが、立ち消えとなった。
2000年にはスコットランドの環境保護団体、ジョン・ミア・トラストが山頂を含む山の南側一帯を購入した。

## 登山ルート

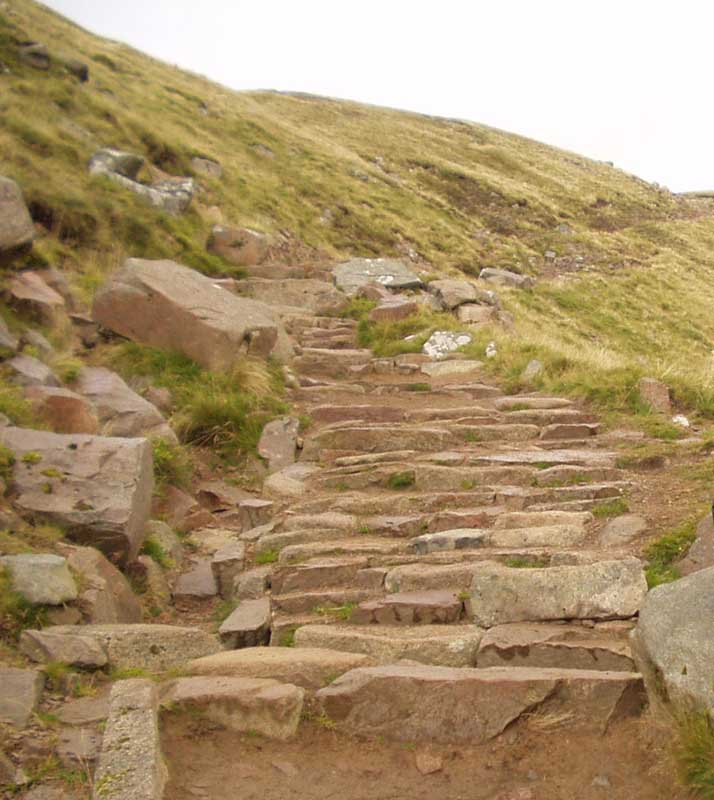
ふもとのベン・パス。よく整備されている

最もやさしく、かつ人気のある登山道は1883年に敷設されたポニー・トラック（ベン・パス、マウンテン・パス、ツーリスト・ルートとも）である。この道はフォート・ウィリアム市街から2kmほどのネビス渓谷東側のアチンティーから始まる。渓谷には西岸のビジターセンターとユースホステル付近から橋が架かっている。起点から険しい道を進むとミール・アン・ツイード湖の鞍部（標高570m）に至り、そこからまた石ころだらけで九十九折の道を登る。路面状態はよいものの、頂上付近には不安定なガレ場、岩、玉石などがあるため滑りやすく危険である。道が折れ曲がっているので勾配はそれほどないが、下りはきついため初心者は膝を守っておいたほうがよい。

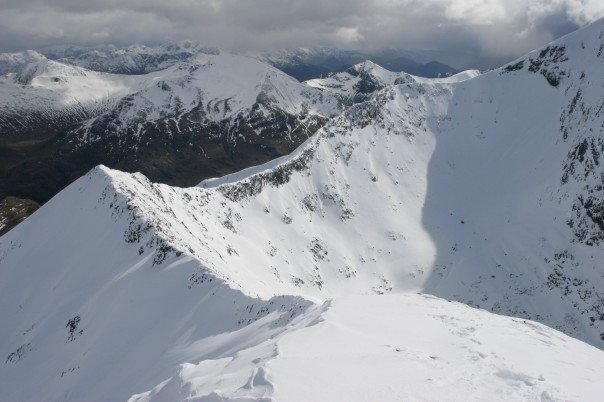
雪を深くかぶった尾根。カーン・モール・ディアーグ山頂から

フォート・ウィリアムからA82号線で北東に数キロほどのターランディは、健脚のヒルウォーカー向けの登山道の起点となっている。登山道はアルト・アムフイリン川に沿って続き、ミール・アン・ツイード湖に出る。それからチャールズ・イングリス・クラーク小屋に降りてカーン・モル・ディアーグ山に登頂、尾根を伝ってベン・ネビス山頂に至る。全体で1500mも登るため、それ相応の体力と高所に対する慣れが求められるが、ポニー・トラックルートからでは見られない北壁の壮大な眺めが堪能できる。
ネビス・ガーグ駐車場からカーン・ディアーグ山（南西）の南東か頂を経由して登るルートもある。クライミングポイントこそないが短いぶん勾配も急で、健脚向けのコースとなっている。

## 山頂

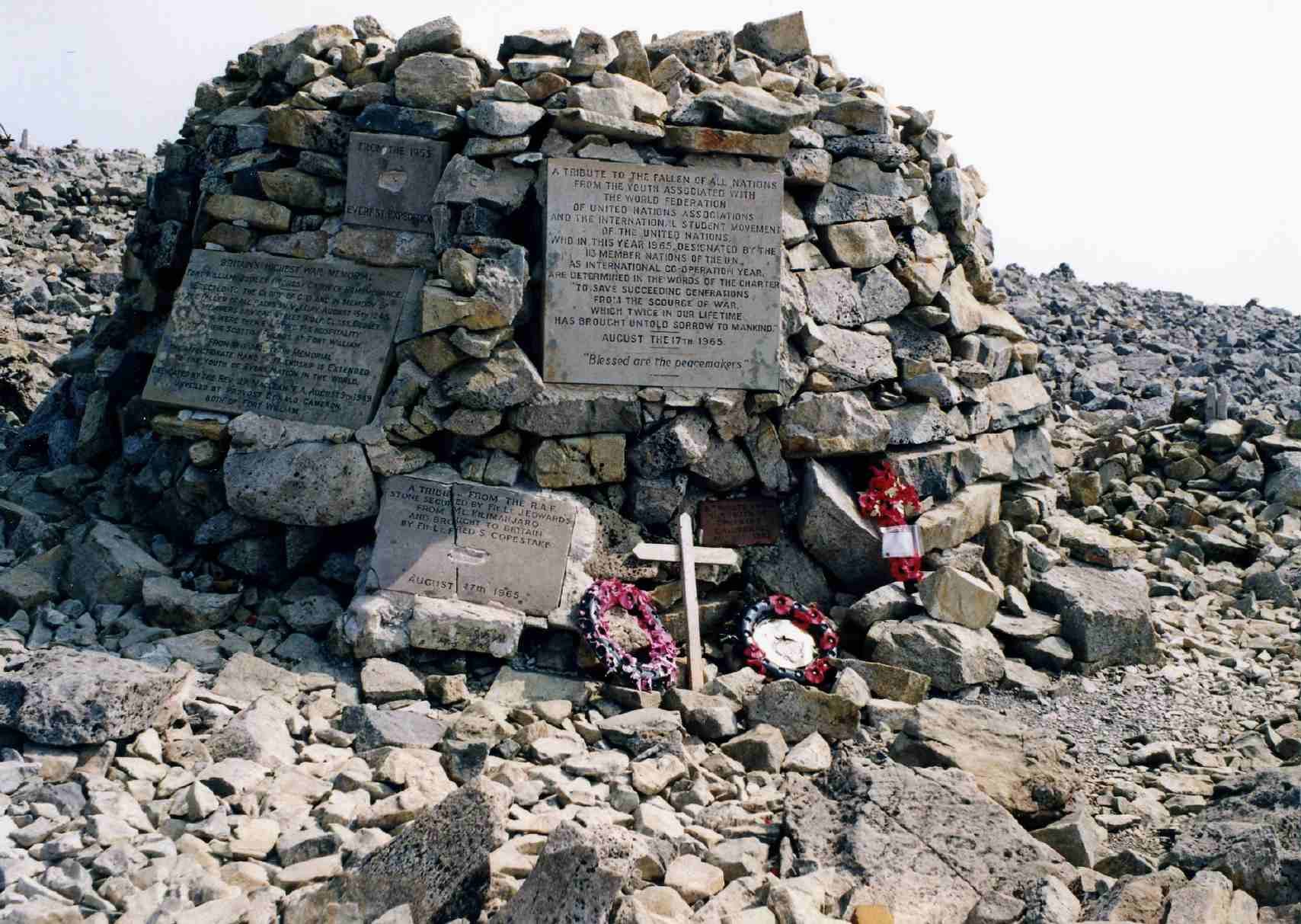
戦争祈念碑（2006年8月）

山頂部は40ヘクタール（100エーカー）ほどの岩がちの台地で、最高点には大きなケアンと地形測量局の三角点が置かれている。
今でも測候所の廃墟が残り、測候所の塔の上部は悪天候の際に身を寄せる非常シェルターになっている。塔の基礎部分は最高点よりもわずかに低いが、シェルターの床は数フィート高いので、イギリスで最も高所にある人工物ということになる。隣接して第二次世界大戦の英霊への祈念碑がある。
2006年5月17日には山の大部分を所有するジョン・ミア・トラストが最高点のケアンの真下に埋もれていたピアノを掘り起こした。20年以上前にダンディーから慈善事業で持ち込まれたと見られている。
イギリスの最高点からは条件が揃うと190km先まで見渡すことができ、トリドン丘陵、マーベン山、ロッホナガール山、ベン・ロモンド山やグレートブリテン島最北端のケイスネス、ヘブリディーズ諸島最南端のバラ・ヘッド、北アイルランドまで一望できる。

### 測候所

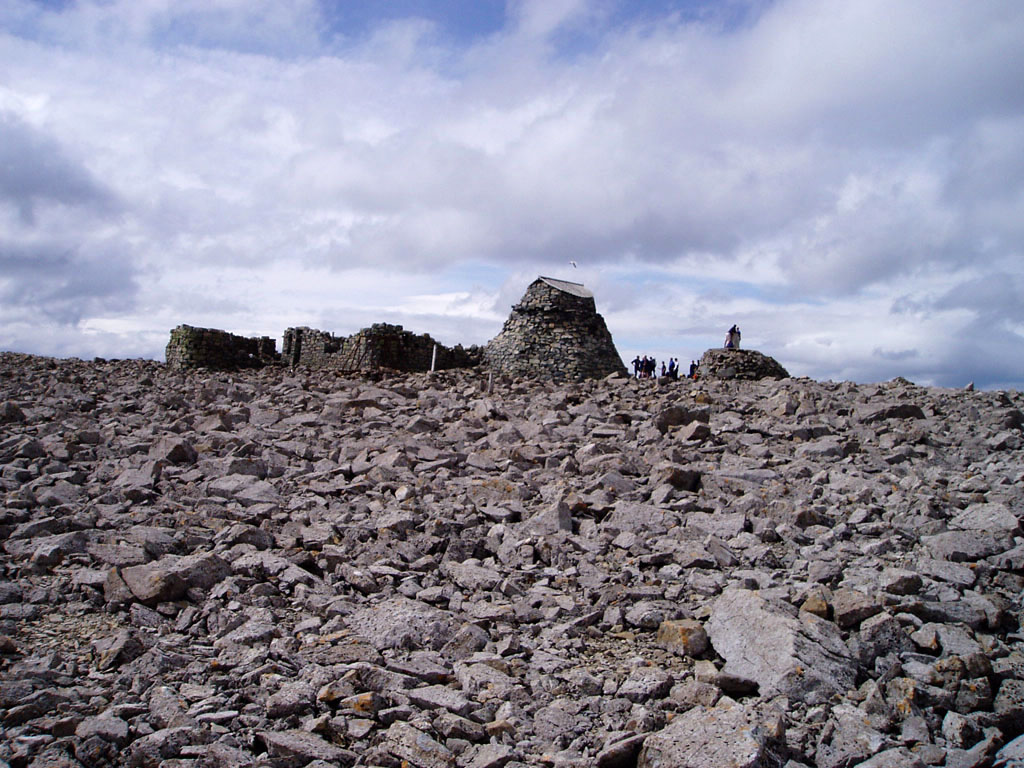
測候所の廃墟（中央）とケアン（右）

山頂測候所の建設計画は、世界各地の高所で気象観測施設が建てられていた1870年代後半にスコットランド気象協会 (Scottish Meteorological Society) が発案した。1881年夏には気象学者のクレメント・リンゼイ・ウラッジが山に登り、毎日気象観測を行った。SMSの主導で1883年10月17日に常設測候所が開所し、財政難で閉鎖に追い込まれる1904年まで有人観測が行われた。20年分におよぶ気象観測データはグレートブリテン島の重要な山岳気象データであり続けている。
1894年9月、常勤スタッフの代理として2週間測候所に勤務したチャールズ・ウィルソンは、そこで影が雲に映ることで起こるブロッケン現象や光環現象を目の当たりにした。ウィルソンはさっそく測候所の研究室でこの再現を試み、放射線の飛跡を見る「ウィルソンの霧箱」を発明した。

## 登山の安全

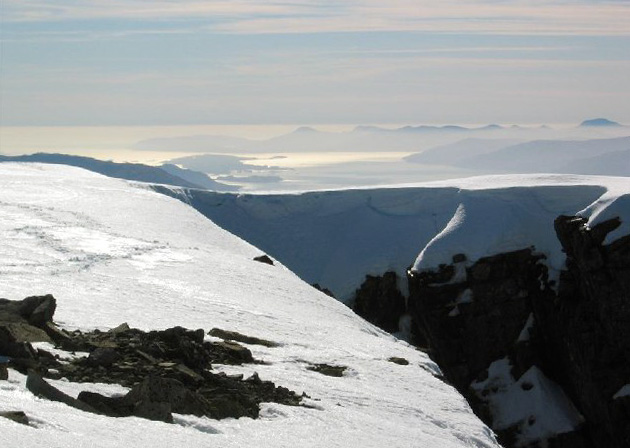
4月初めの山頂から南西方向を見る。崖のへりが蛇腹状になると遭難の危険性が高まる

人気と気候、それに入り組んだ地形が相まって山では遭難事件が跡をたたない。1999年には41人がレスキュー隊に救助され、4人が死去した。視界不良で誤った方向へ進んでしまい遭難したというケースもある。腎臓のような形の山頂部は三方が切り立った崖で、道に雪がかぶった際にはさらに危険性も増す。山頂から西斜面に下るときは正確な2つのコンパスで方角を見極めることが肝心である。
1990年後半には、霧がかった山頂で登山者を安全に下山させるためロッホアバー山岳救助隊から2名が山に派遣された。彼らは登山者の入山規制を行ったため、山岳クラブの間で論争を巻き起こした。批評家たちは山頂のケルンや派遣された2名こそ自然に対する余計な干渉であり、登山者たちに見せ掛けの安心感を与え気を緩ませていると論じた。一方、救助隊の支持者らは遭難事故の多さを指摘し、山岳救助の長い伝統として彼らには潜在的に登山者の命を救う役目があるとした（1990年から1995年までのべ13人が亡くなっているが、うち8名はクライミング中に滑落したもので、ルートを間違えたケースよりも多い）。現在、ポニー・トラックには山頂の方角を示すしっかりしたケルンが随所に置かれている。

## クライミング

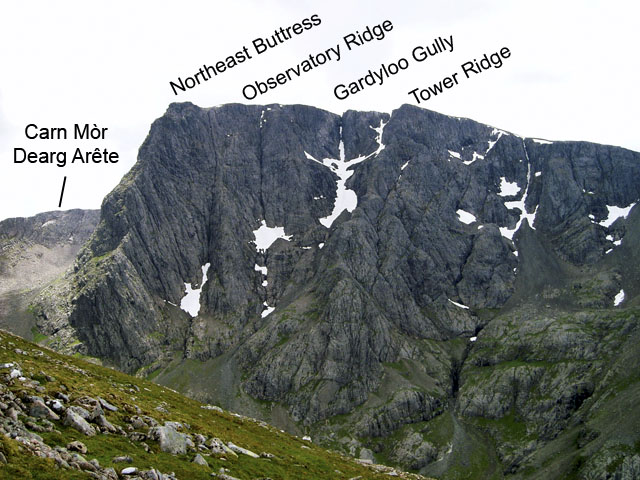
北壁の主なクライミングポイント。カーン・ディアーグ・ビュートレスとキャッスル・リッジは写真よりも右にある

山の北壁は胸壁、尾根、峰とも急峻で、クライミングポイントも多い。ルートの多くが4月下旬まで雪につつまれるため、冬にはクライミングの山としてその重要性も増す。スコットランドでも早くから登山家たちに目をつけられ、山頂北西の尾根（タワー・リッジ）の初登頂記録は1892年にさかのぼる。1929年にはスコットランド山岳会が北壁の麓のコイア・レイスにチャールズ・イングリス・クラーク小屋を建てた。小屋はその隔絶性から「イギリスで唯一の正真正銘の山小屋」とも言われる。今でも冬を中心に多くのクライマーが訪れる。
タワー・リッジは北壁の四大尾根のなかでも最も長く、600mを登らなければならない。技術はそれほど必要なく、上級者は命綱なしで登ることもあるが風が強い。キャッスル・リッジは比較的やさしいが、山頂に最も近いオブサーバトリー・リッジは「激難」に分類される。タワー・リッジとオブサーバトリー・リッジの間にはガーディールー・ガリーがあるが、この名はフランス語で「糞尿への警戒」を意味するガルド・ア・ロー (garde à l'eau) からきている。かつてスコットランドの各都市では、家の窓から糞尿を通りに流していた。測候所はこのガリーにゴミを捨てていた。ノースイースト壁は四大尾根のなかで最大で、アタックには熟練した技術と熱意が必要とされる。
難易度が格付けされたクライミングポイントはカーン・ディアグ壁、ノースイースト壁、オブサーバトリー・リッジを中心に北壁全体で数十箇所にのぼる。ルートの開拓は戦間期に活発となり、1937年にオブサーバトリー・リッジの「ルビコン・ウォール」を史上2番目に登攀したW・H・マレーは、その著書“Mountaineering in Scotland”のなかでルビコン・ウォールを「最も難しいルート」と述べている。このほか、J・H・B・ベルが開拓した「ロング・クリンブ」はグレートブリテン島で最も長いルートとされる。2008年にはデーブ・マクレオドが2年におよぶ計画の末、「エコー・ウォール」と呼ばれるルートの初登攀に成功した。
ベン・ネビス北壁はスコットランドの冬山登山、アイスクライミングにおいて最も重要な位置を占める。これは遅くまで積雪が残るためで、年やルートによっては冬のコンディションが春の半ばまで続く場合もある。大半のルートはアイスクライミングに適しているが、スコットランド山岳会は2009年、地元の山岳救助隊の要請に基づき、四大尾根のひとつであるタワー・リッジの難易度をグレード4に引き上げた。不幸や事故が毎シーズン後を絶たないため講じられた措置であった。最も人気あるアイスクライミングルートはカーン・ディアーグ壁の「ザ・カーテン」（グレード5）で、最も難易度の高いルートは冬の「センタリオン」（グレード8）である。

## ベン・ネビス・レース

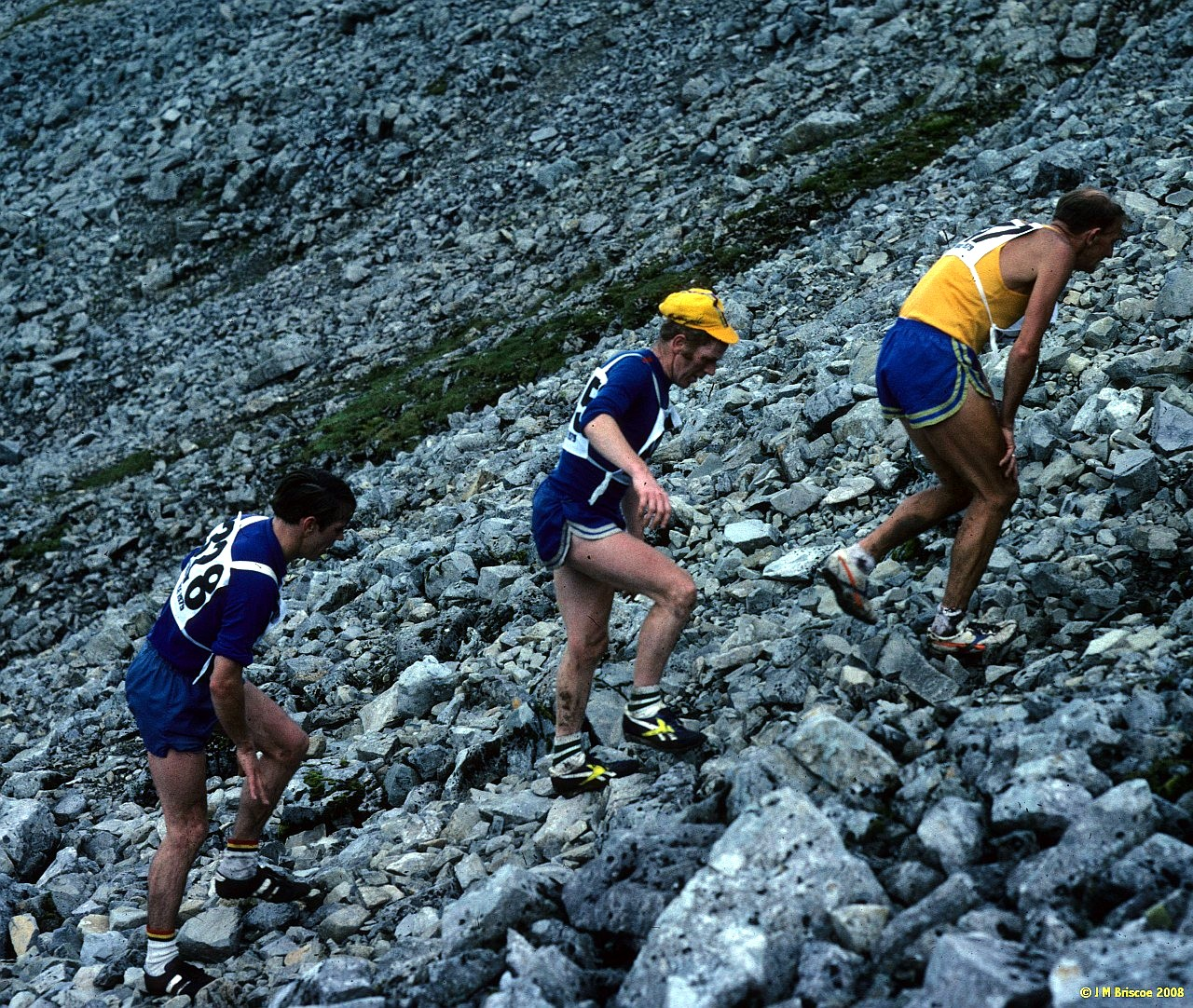
1979年のレース

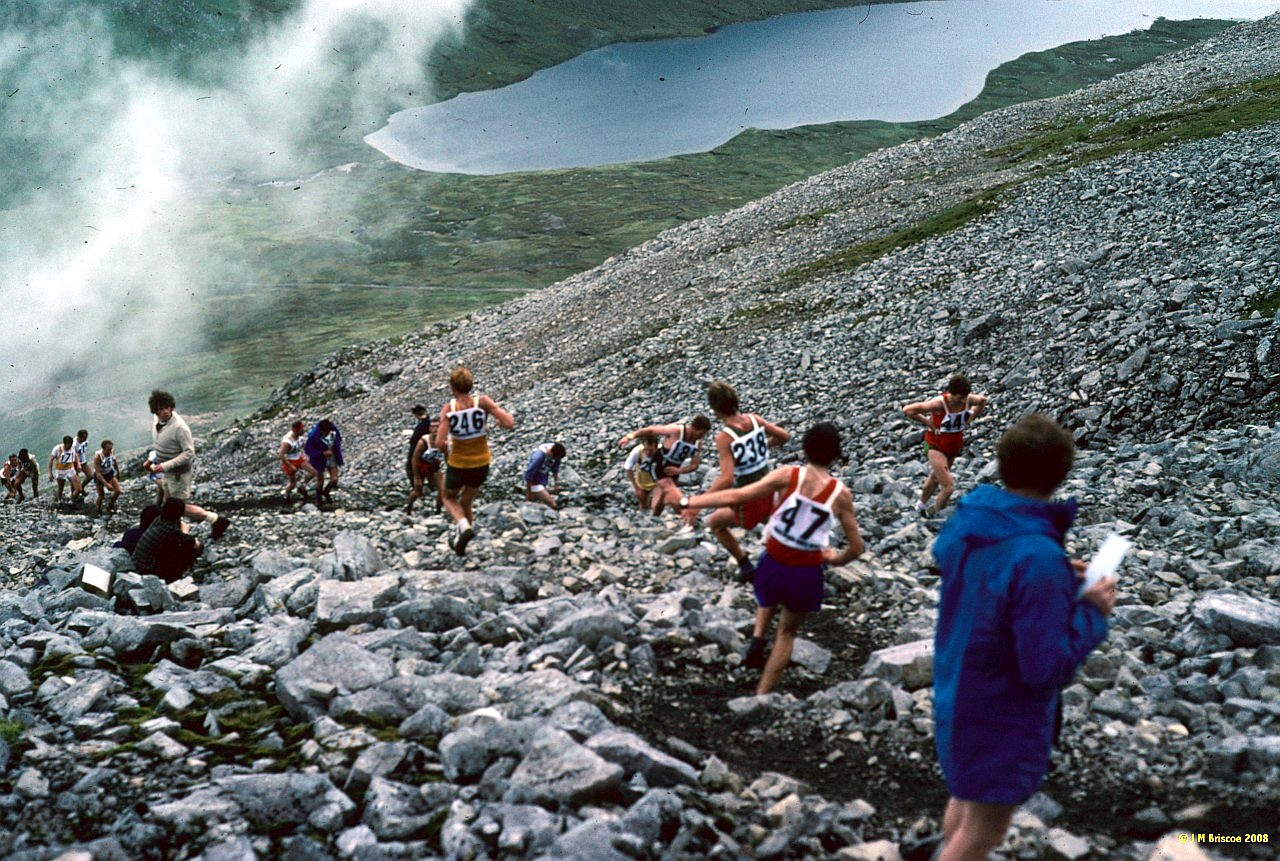
1979年のレース

ベン・ネビス山におけるヒルランニングの歴史は1895年にまでさかのぼる。初めて登山タイムを残したのはフォート・ウィリアムの理髪師ウィリアム・スワンで、同年9月27日ごろにフォート・ウィリアムの旧郵便局と山頂との間を2時間41分で往復した。スワンの記録は後年更新されていくが、1898年6月3日にはスコットランド・アマチュア体育協会のもと始めてレースが行われた。10名の参加者はフォート・ウィリアム近郊のバナビーにあるロチェル・アームズ・ホテルからスタートしたため、フォート・ウィリアム市街からスタートしたスワンよりは若干長いコースになった。優勝者はター・キャッスルで猟場管理人をしていた21歳のヒュー・ケネディで、記録はスワンと同じ2時間41分であった。
レースは山頂測候所が閉鎖される1904年まで、あと2回行われた。うち1回目はポニー・トラックの登山口にあたるアチンティーから山頂までのコースで、測候所の作業員エウェン・マッケンジーが記録を丸々1時間塗り替えるタイムで優勝した。2回目では起点がフォート・ウィリアムの現郵便局に変更となったが、マッケンジーが2時間10分で連覇を果たした。以後、この記録は34年間破られることがなかった。
その後、レースは1937年に再開され現在も続いている。日時は9月の第一土曜日で、定員は500名、フォートリウィアム近郊のクラガン・パークサッカー場と山頂とを往復する距離にして14km、標高差1340mのコースである。山は急峻なため、エントリーにはヒルレースに3度参加しなければならない。参加者には雨合羽、帽子、手袋、ホイッスルの携帯が義務付けられる。スタートから2時間で、山頂に到達していない者も途中で折り返す。2010年時点での大会記録は男子がケニー・スチュアートの1時間25分34秒、女子がポーリン・ハワースの1時間43分25秒（いずれも1984年）である。

## 環境問題

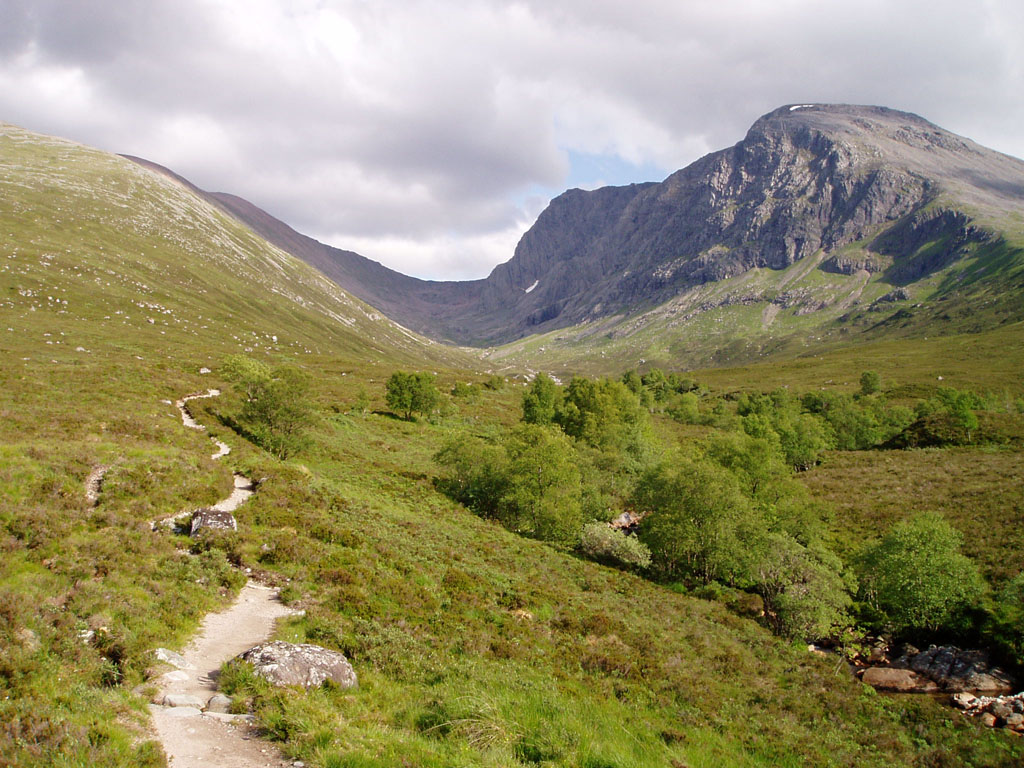
チャールズ・イングリス・クラーク小屋に至る小径

その知名度と人気によって、ベン・ネビス山では現在、人間による自然環境への悪影響が懸念されている。この懸念がスコットランドの自然保護団体、ジョン・ミア・トラストによる2000年の「ベン・ネビス・エステート」購入にもつながった。このエステート（土地）はベン・ネビス山の南部および山頂とカーン・モール・ディアーグ山、それにアオナック・ビーグ山を含み、総面積は1700ヘクタールに及ぶ。
ジョン・ミア・トラストはネビス・パートナーシップの中央委員会にも代表を送り出している。このパートナーシップは2003年に行政とグレン・ネビスの住民、山岳関係者らが設立したもので、「今後の方針や保護・管理活動、環境保全について指導し、登山客に楽しみとネビス地域についての正しい理解を持ってもらう」ことを活動目的としている。これまでには登山道の補修や登山客誘致戦略の策定などをしてきた。中央委員会にはジョン・ミア・トラストも含め、9つの組織が参加している。
パートナーシップの活動で物議をかもしたものの一つに、山頂の戦争祈念碑周辺に登山者がはめていった多数の記念プレートの撤去がある。登頂記念にプレートなどを残しておくのはナンセンスだとの意見が多かったため、パートナーシップでは2006年8月に清掃活動の一環としてプレート群を撤去した。持ち主が見つかった物についてはその後、順次返却した。
2005年にはポニー・トラック上のゴミがBBCラジオ5ファイブなどのマスコミから注目された。これまで自然清掃活動に尽力してきたウェールズ中部出身の元ソーシャルワーカー、ロビン・ケバン（通称：ロブ・ザ・ラビッシュ）がやってきて、ゴミ拾いを行ったのである。結果多くのメディアが取材に訪れ、協力者も現れた。

## ベン・ネビス・ディスティレリー
フォート・ウィリアム郊外の蒸留所では「ベン・ネビス・ディスティレリー」というシングル・モルト・スコッチ・ウイスキーがつくられている。1825年にジョン・マクドナルド（通称：ロング・ジョン）が設立した、スコットランドでも最も古い認可蒸留所のひとつで、市内でも人気の観光スポットである。水は、山の北側の洞穴から流れ出る湧水を使っている。スターリング郊外のブリッジ・オブ・アランでも「ベン・ネビス」という有機エールビールが醸造されている。

## 船の名前
「ベン・ネビス」は、1854年に「テキサスのヴェンド人」と呼ばれる移民グループをドイツのラウジッツからテキサス州まで運んだ、ホワイト・スター・ライン社所有の定期船の名前でもある。この時代から、少なくとも8隻の輸送船にも同様の名前が付けられた。